# Giro di Svizzera 1972
Il Giro di Svizzera 1972, trentaseiesima edizione della corsa, si svolse dal 15 al 23 giugno 1972 per un percorso totale di 1 457 km, con partenza da Zurigo e arrivo a Olten. Il corridore svizzero Louis Pfenninger si aggiudicò la corsa concludendo in 41h22'43".
Degli 80 ciclisti alla partenza arrivarono al traguardo in 44, mentre 36 si ritirarono.

## Tappe
| Tappa  | Data      | Percorso                               | km    | Vincitore di tappa | Leader cl. generale |
| ------ | --------- | -------------------------------------- | ----- | ------------------ | ------------------- |
| 1ª     | 15 giugno | Zurigo > Brugg                         | 187   | Donato Giuliani    | Donato Giuliani     |
| 2ª     | 16 giugno | Brugg > Soletta                        | 97    | Giancarlo Polidori | Donato Giuliani     |
| 3ª     | 16 giugno | Soletta > Balmberg (cron. individuale) | 12    | Joaquim Agostinho  | Donato Giuliani     |
| 4ª     | 17 giugno | Soletta > Gstaad                       | 214   | Michele Dancelli   | Louis Pfenninger    |
| 5ª     | 18 giugno | Gstaad > Mörel                         | 216   | Claudio Michelotto | Louis Pfenninger    |
| 6ª     | 19 giugno | Mörel > Lugano                         | 172   | Michele Dancelli   | Louis Pfenninger    |
| 7ª     | 20 giugno | Lugano > Schaan (LIE)                  | 234   | Giancarlo Polidori | Louis Pfenninger    |
| 8ª     | 21 giugno | Schaan (LIE) > Pfäffikon               | 174   | Wilfried David     | Louis Pfenninger    |
| 9ª     | 22 giugno | Pfäffikon > Olten                      | 117   | Gerben Karstens    | Louis Pfenninger    |
| 10ª    | 23 giugno | Olten > Olten (cron. individuale)      | 25    | Joaquim Agostinho  | Louis Pfenninger    |
| Totale | Totale    | Totale                                 | 1 457 |                    |                     |

## Dettagli delle tappe

### 1ª tappa
- 15 giugno: Zurigo > Brugg – 187 km

Risultati
| Pos. | Corridore        | Squadra | Tempo    |
| ---- | ---------------- | ------- | -------- |
| 1    | Donato Giuliani  | Filotex | 4h45'24" |
| 2    | Walter Godefroot | Peugeot | a 1'28"  |
| 3    | Marcello Bergamo | Filotex | s.t.     |

### 2ª tappa
- 16 giugno: Brugg > Soletta – 97 km

Risultati
| Pos. | Corridore          | Squadra | Tempo    |
| ---- | ------------------ | ------- | -------- |
| 1    | Giancarlo Polidori | Scic    | 2h33'07" |
| 2    | Gerben Karstens    | Rokado  | s.t.     |
| 3    | Arnaldo Caverzasi  | Filotex | s.t.     |

### 3ª tappa
- 16 giugno: Soletta > Balmberg – Cronometro individuale – 12 km

Risultati
| Pos. | Corridore         | Squadra    | Tempo  |
| ---- | ----------------- | ---------- | ------ |
| 1    | Joaquim Agostinho | Van Cauter | 27'15" |
| 2    | Roger Pingeon     | Peugeot    | a 35"  |
| 3    | Raymond Delisle   | Peugeot    | a 49"  |

### 4ª tappa
- 17 giugno: Soletta > Gstaad – 214 km

Risultati
| Pos. | Corridore        | Squadra | Tempo    |
| ---- | ---------------- | ------- | -------- |
| 1    | Michele Dancelli | Scic    | 6h17'57" |
| 2    | Roger Pingeon    | Peugeot | a 13"    |
| 3    | Marcello Bergamo | Filotex | a 2'42"  |

### 5ª tappa
- 18 giugno: Gstaad > Mörel – 216 km

Risultati
| Pos. | Corridore          | Squadra     | Tempo    |
| ---- | ------------------ | ----------- | -------- |
| 1    | Claudio Michelotto | G.B.C.-Sony | 5h42'58" |
| 2    | Kurt Rub           | Goudsmit    | a 2"     |
| 3    | Ugo Colombo        | Filotex     | a 2'49"  |

### 6ª tappa
- 19 giugno: Mörel > Lugano – 172 km

Risultati
| Pos. | Corridore         | Squadra | Tempo    |
| ---- | ----------------- | ------- | -------- |
| 1    | Michele Dancelli  | Scic    | 4h59'54" |
| 2    | Arnaldo Caverzasi | Filotex | s.t.     |
| 3    | Roger Pingeon     | Peugeot | s.t.     |

### 7ª tappa
- 20 giugno: Lugano > Schaan (Liechtenstein) – 234 km

Risultati
| Pos. | Corridore          | Squadra | Tempo    |
| ---- | ------------------ | ------- | -------- |
| 1    | Giancarlo Polidori | Scic    | 7h31'26" |
| 2    | Enrico Paolini     | Scic    | a 4'21"  |
| 3    | Donato Giuliani    | Filotex | s.t.     |

### 8ª tappa
- 21 giugno: Schaan (LIE) > Pfäffikon – 174 km

Risultati
| Pos. | Corridore      | Squadra     | Tempo    |
| ---- | -------------- | ----------- | -------- |
| 1    | Wilfried David | Peugeot     | 4h48'48" |
| 2    | Erich Spahn    | Möbel Märki | s.t.     |
| 3    | André Mollet   | Peugeot     | s.t.     |

### 9ª tappa
- 22 giugno: Pfäffikon > Olten – 117 km

Risultati
| Pos. | Corridore        | Squadra  | Tempo    |
| ---- | ---------------- | -------- | -------- |
| 1    | Gerben Karstens  | Rokado   | 3h10'40" |
| 2    | Michele Dancelli | Scic     | s.t.     |
| 3    | Gert Harings     | Goudsmit | s.t.     |

### 10ª tappa
- 23 giugno: Olten > Olten – Cronometro individuale – 25 km

Risultati
| Pos. | Corridore         | Squadra    | Tempo  |
| ---- | ----------------- | ---------- | ------ |
| 1    | Joaquim Agostinho | Van Cauter | 32'47" |
| 2    | Louis Pfenninger  | Rokado     | a 28"  |
| 3    | Roger Pingeon     | Peugeot    | a 34"  |

## Classifiche finali

### Classifica generale
| Pos. | Corridore         | Squadra     | Tempo     |
| ---- | ----------------- | ----------- | --------- |
| 1    | Louis Pfenninger  | Rokado      | 41h22'43" |
| 2    | Roger Pingeon     | Peugeot     | a 21"     |
| 3    | Michele Dancelli  | Scic        | a 1'49"   |
| 4    | Erich Spahn       | Möbel Märki | a 1'51"   |
| 5    | Joaquim Agostinho | Van Cauter  | a 4'26"   |
| 6    | Silvano Schiavon  | G.B.C.-Sony | a 5'04"   |
| 7    | Derek Harrison    | TI-Raleigh  | a 8'28"   |
| 8    | Fritz Wehrli      | Möbel Märki | a 14'08"  |
| 9    | Mario Lanzafame   | G.B.C.-Sony | a 16'07"  |
| 10   | Wilfried David    | Peugeot     | a 18'03"  |

### Classifica scalatori
| Pos. | Corridore         | Squadra     | Punti |
| ---- | ----------------- | ----------- | ----- |
| 1    | Silvano Schiavon  | G.B.C.-Sony | 68    |
| 2    | Kurt Rub          | Goudsmit    | 59    |
| 3    | Michele Dancelli  | Scic        | 46    |
| 4    | Joaquim Agostinho | Van Cauter  | 42    |
| 5    | Mario Lanzafame   | G.B.C.-Sony | 28    |

### Classifica a punti
| Pos. | Corridore        | Squadra     | Punti |
| ---- | ---------------- | ----------- | ----- |
| 1    | Michele Dancelli | Scic        | 187   |
| 2    | Erich Spahn      | Möbel Märki | 158   |
| 3    | Georges Pintens  | Van Cauter  | 135   |
| 4    | Louis Pfenninger | Rokado      | 134   |
| 5    | Kurt Rub         | Goudsmit    | 125   |

### Classifica squadre
| Pos. | Squadra             | Tempo      |
| ---- | ------------------- | ---------- |
| 1    | G.B.C.-Sony         | 121h03'25" |
| 2    | Möbel Märki-Bonanza | a 4'32"    |
| 3    | Scic                | a 8'14"    |
| 4    | Peugeot-BP-Michelin | a 13'08"   |
| 5    | Filotex             | a 16'15"   |